# Rezervația peisagistică Călărașeuca
Rezervația peisagistică Călărașeuca sau Calarașovca este o arie protejată din Republica Moldova. Se întinde pe o suprafață de 252 ha, în apropierea satului Călărașeuca, raionul Ocnița, la 5 km sud-est de orașul Otaci (ocolul silvic Otaci, Calarașovca-Stînca, parcelele 10-12). Obiectul este administrat de două organizații: Gospodăria Silvică de Stat Soroca (225 ha) și Întreprinderea Agricolă „Dnestrovsc” (27 ha).
Peisajul natural cuprinde ponoare adânci, în care s-au dezgolit depunerile geologice începând cu paleozoic și terminând cu cainozoic, cât și o mulțime de peșteri și grote în care se întâlnesc lilieci, vulturi și specii rare de plante. Pe teritoriul landșaftului natural se află clădirea mănăstirii Călărășeuca, fondată în secolul al XVIII-lea.

## Galerie de imagini

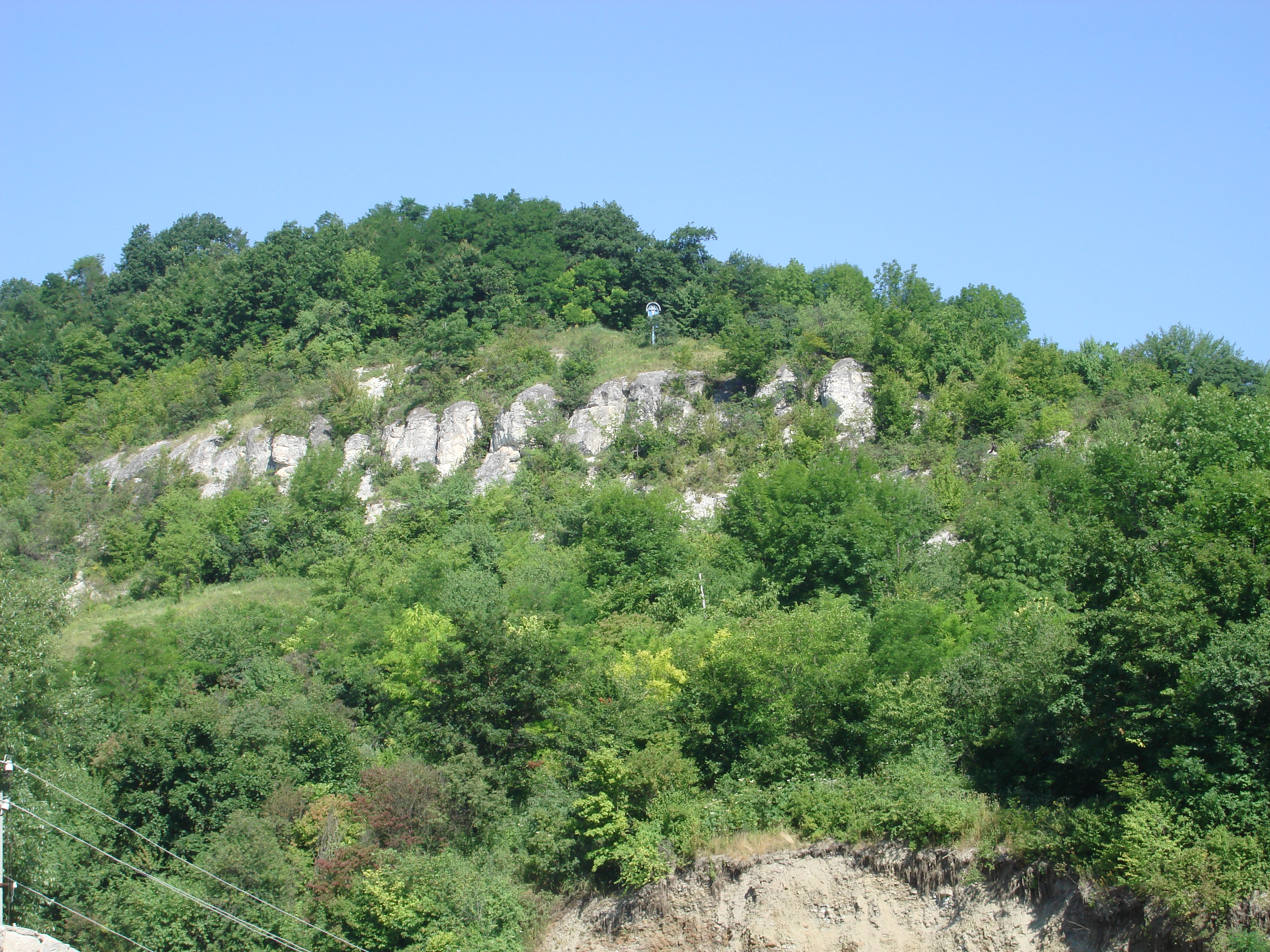
Rezervația văzută dinspre mănăstirea omonimă.
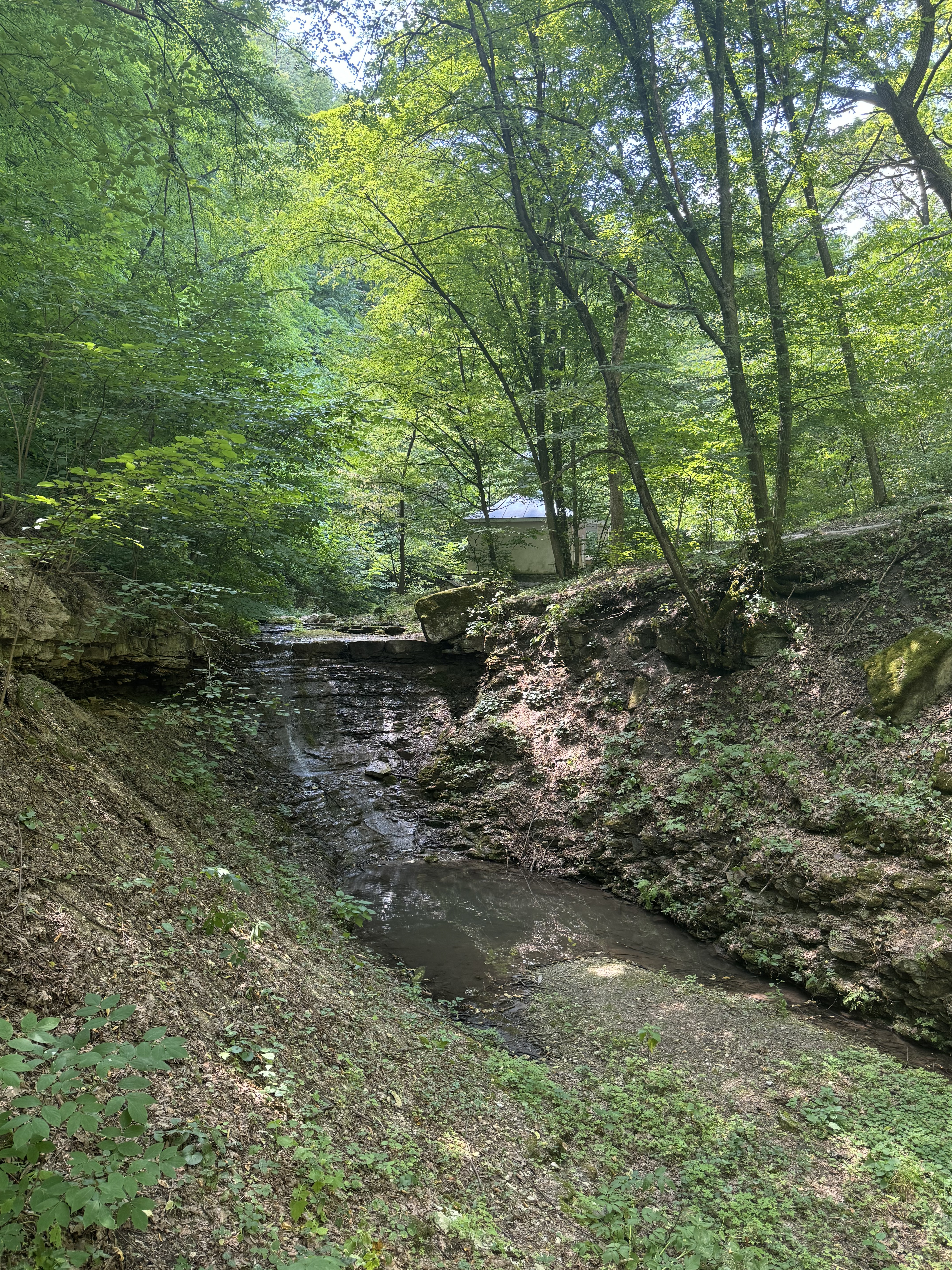
Cascada principală
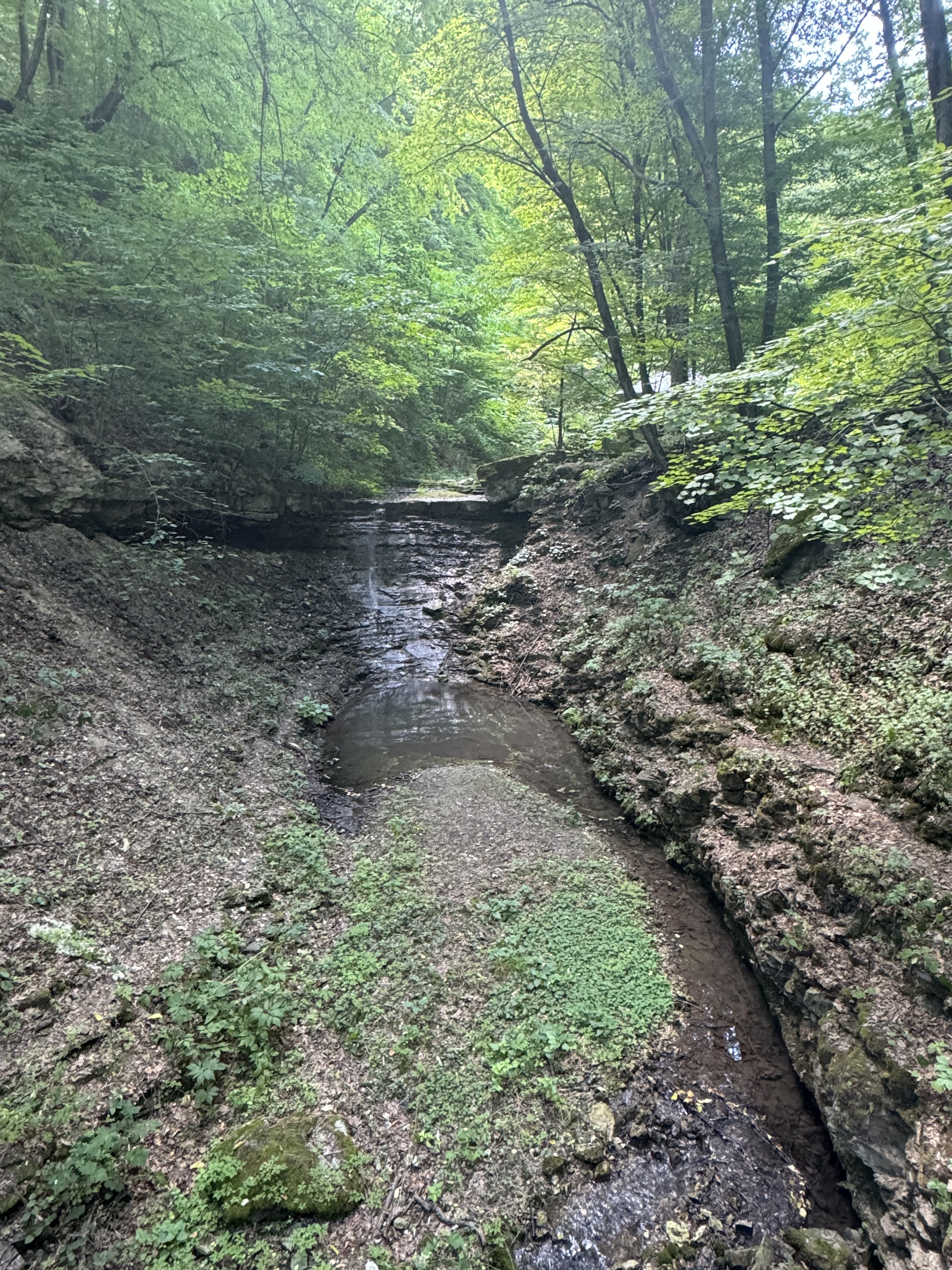
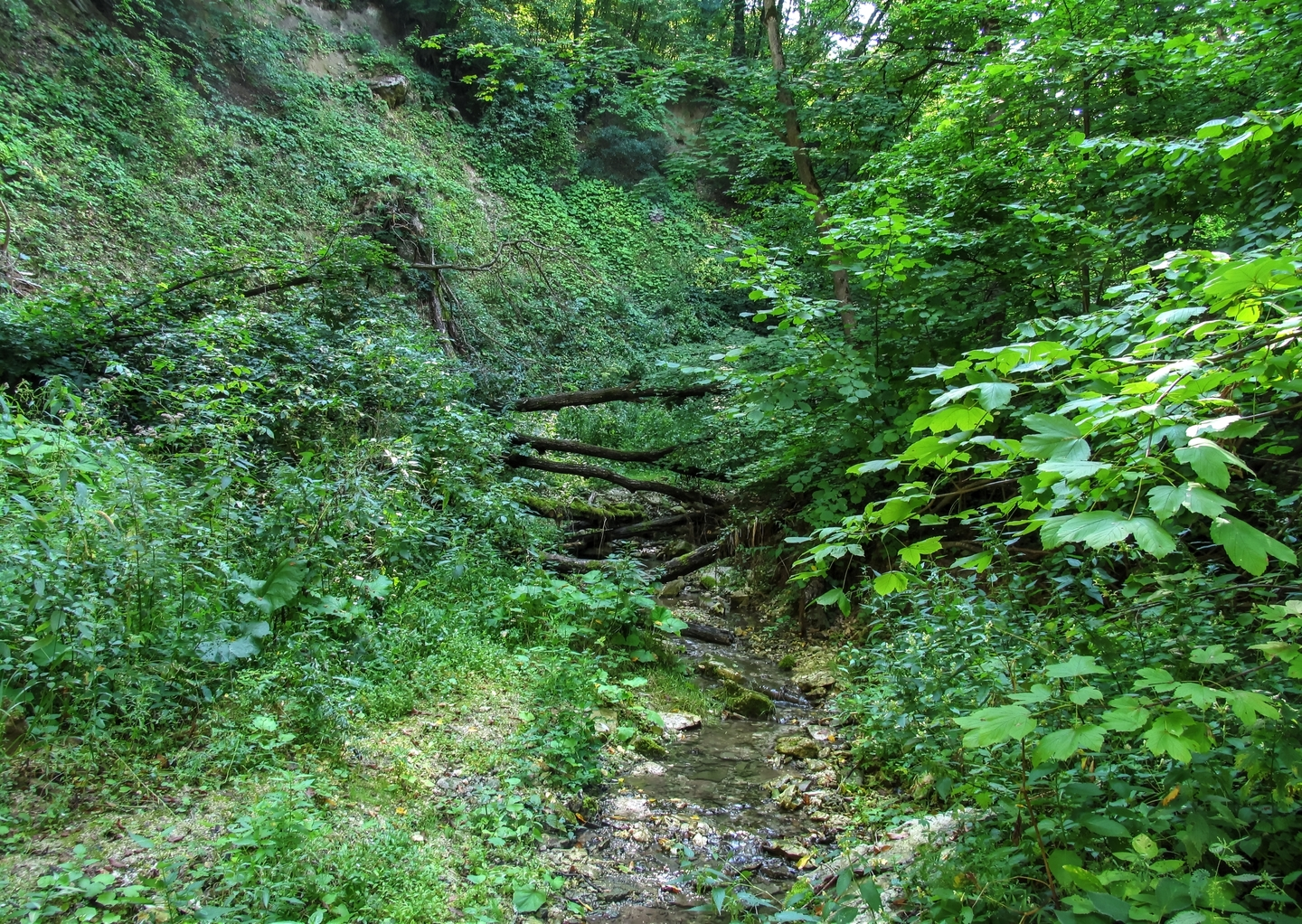
Defileul
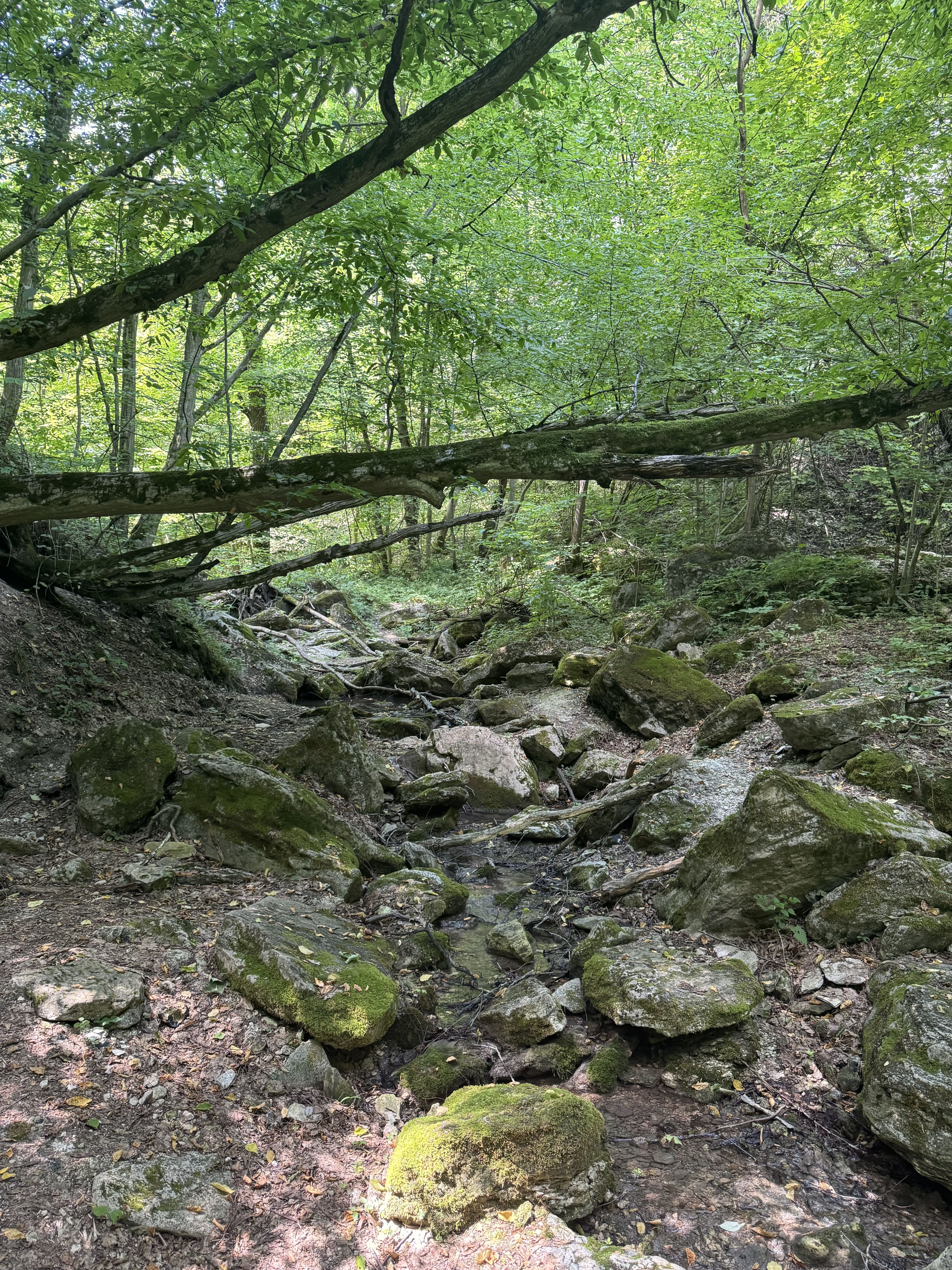
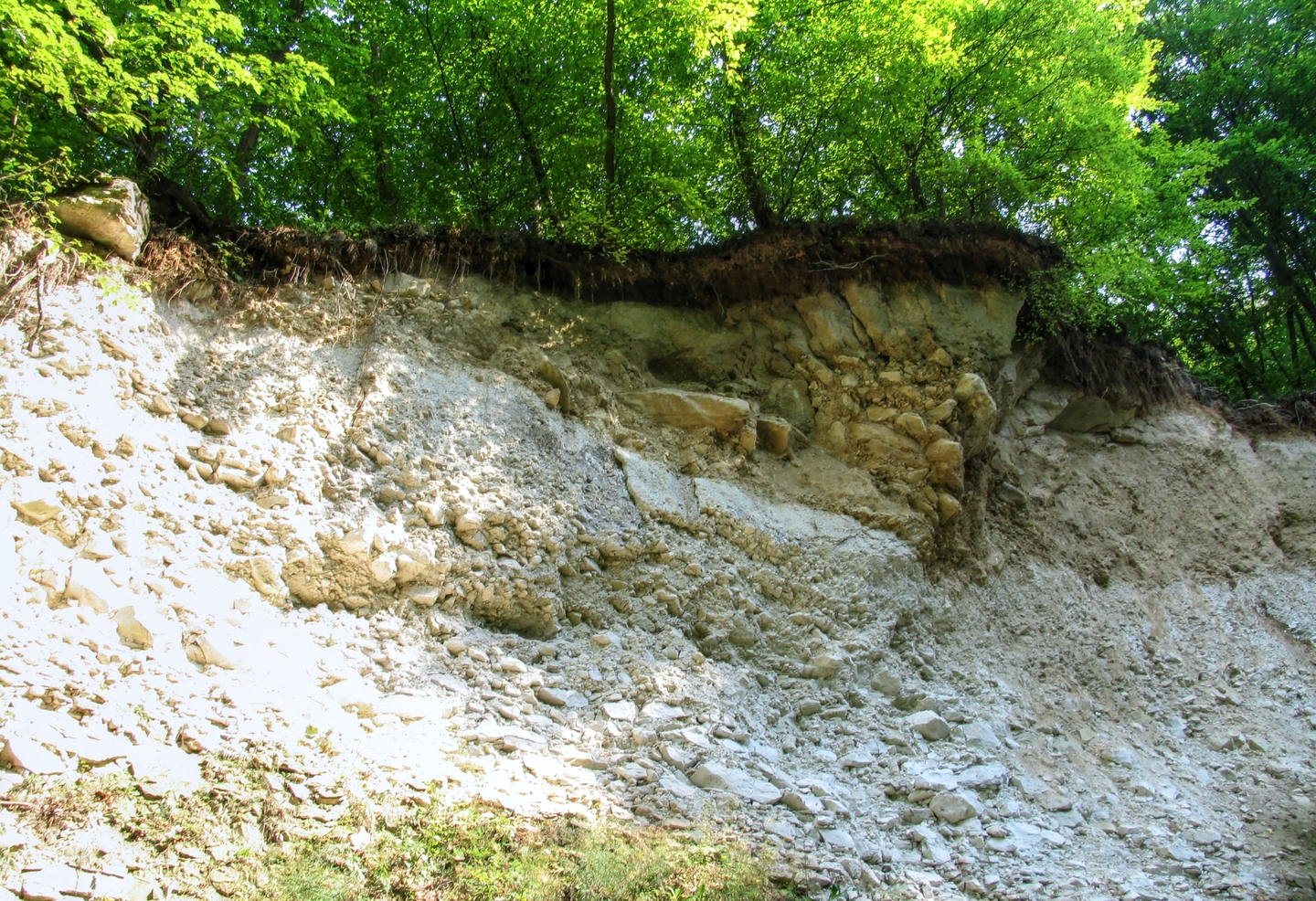
Fenomene carstice
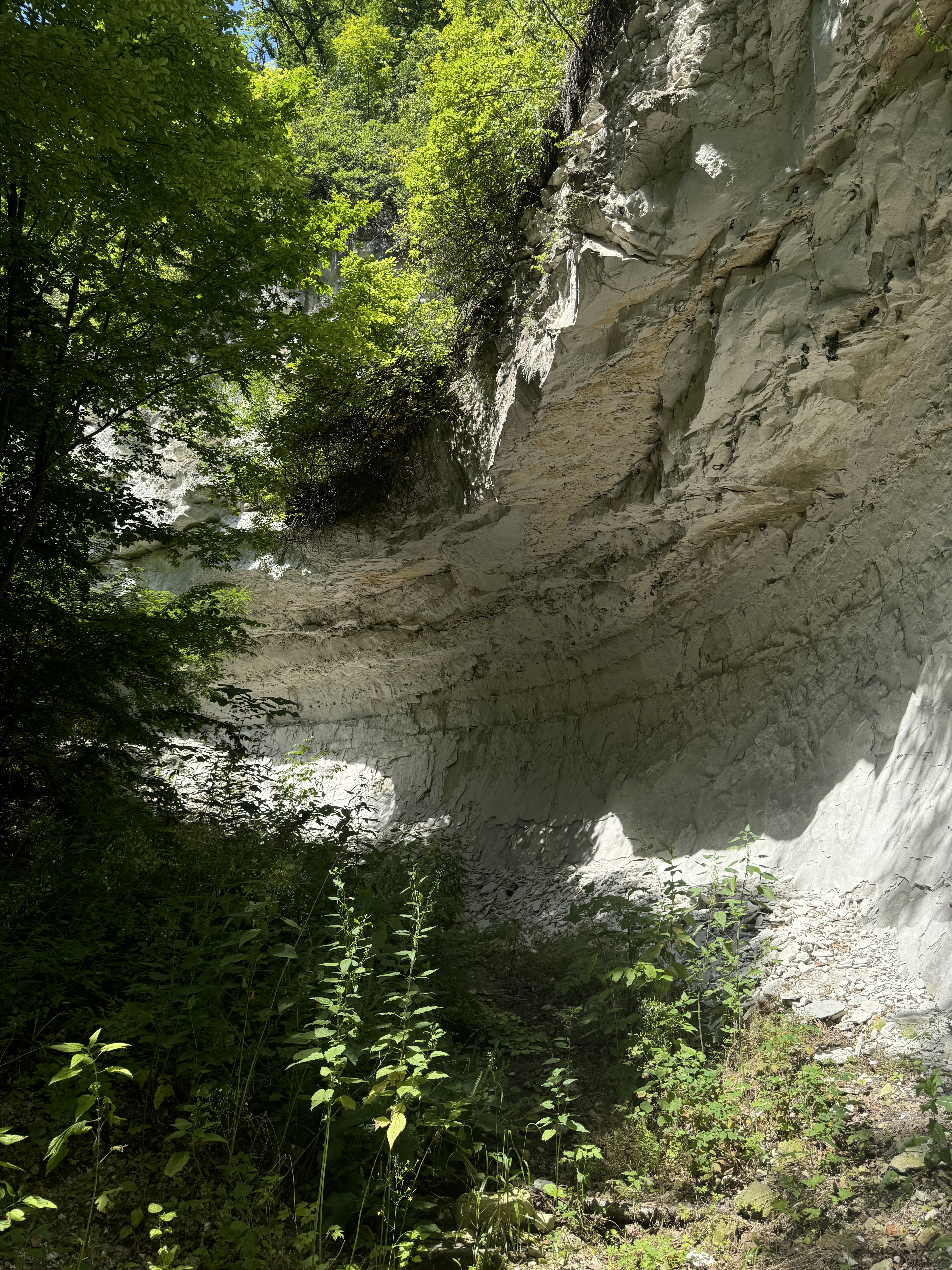
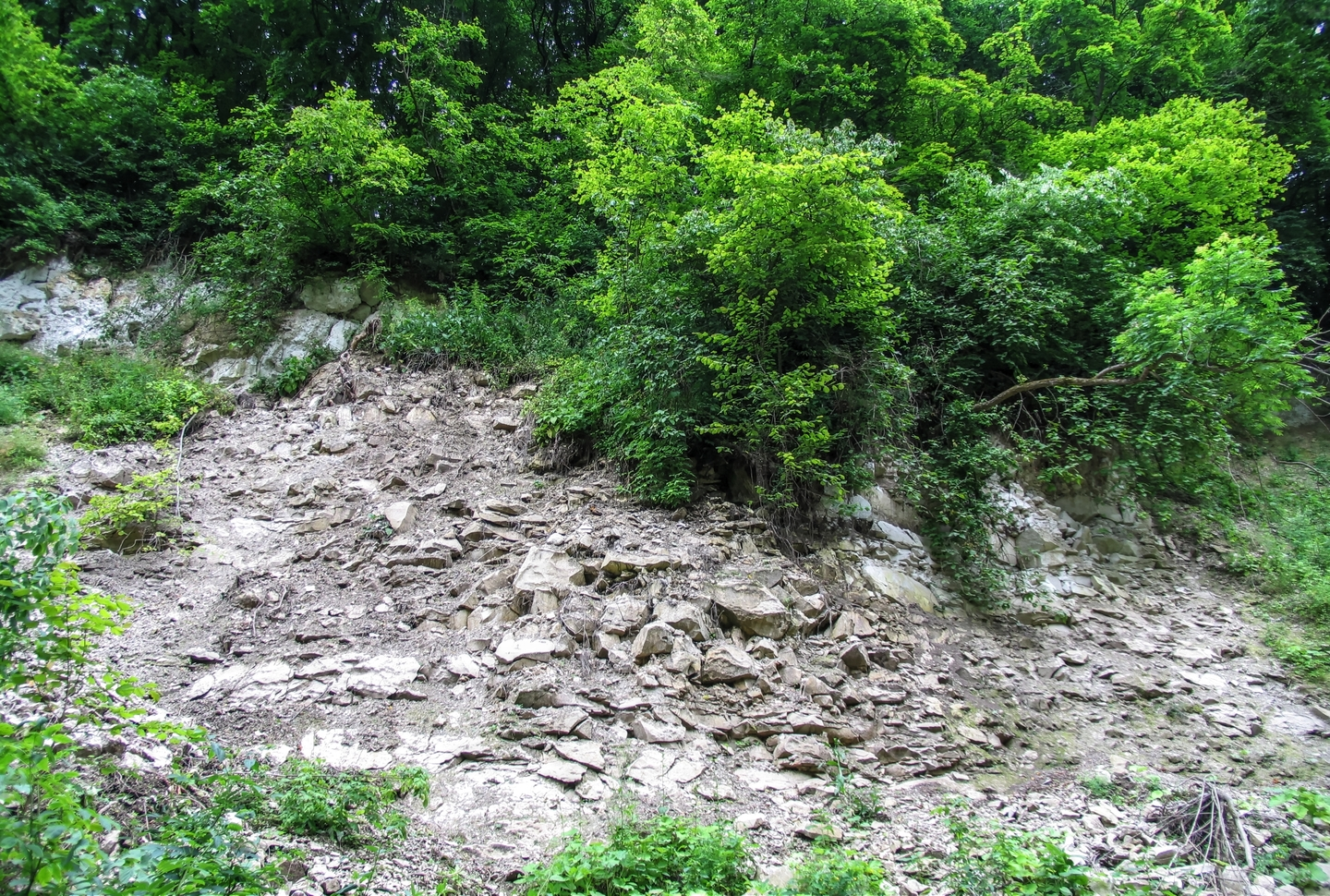
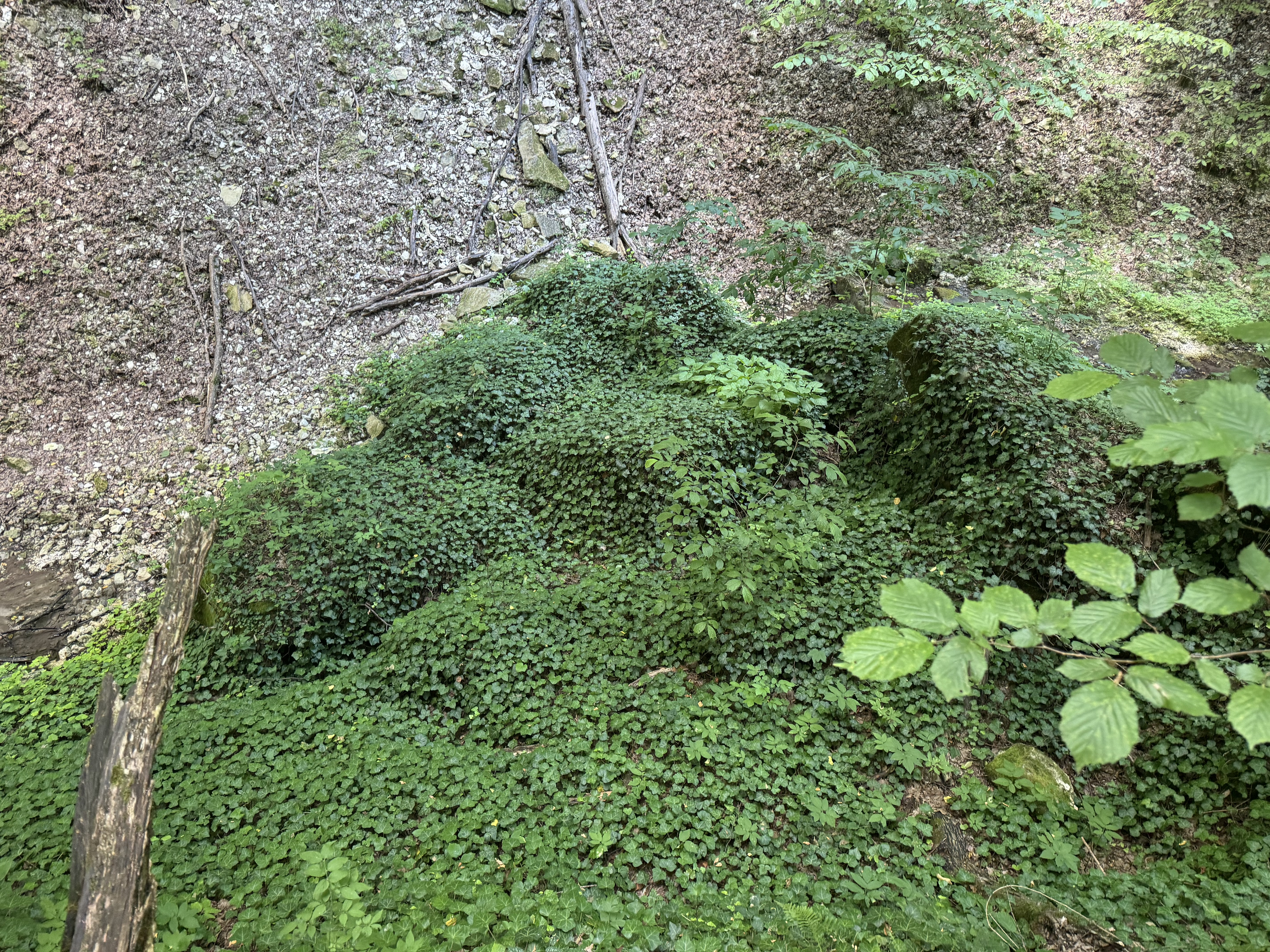
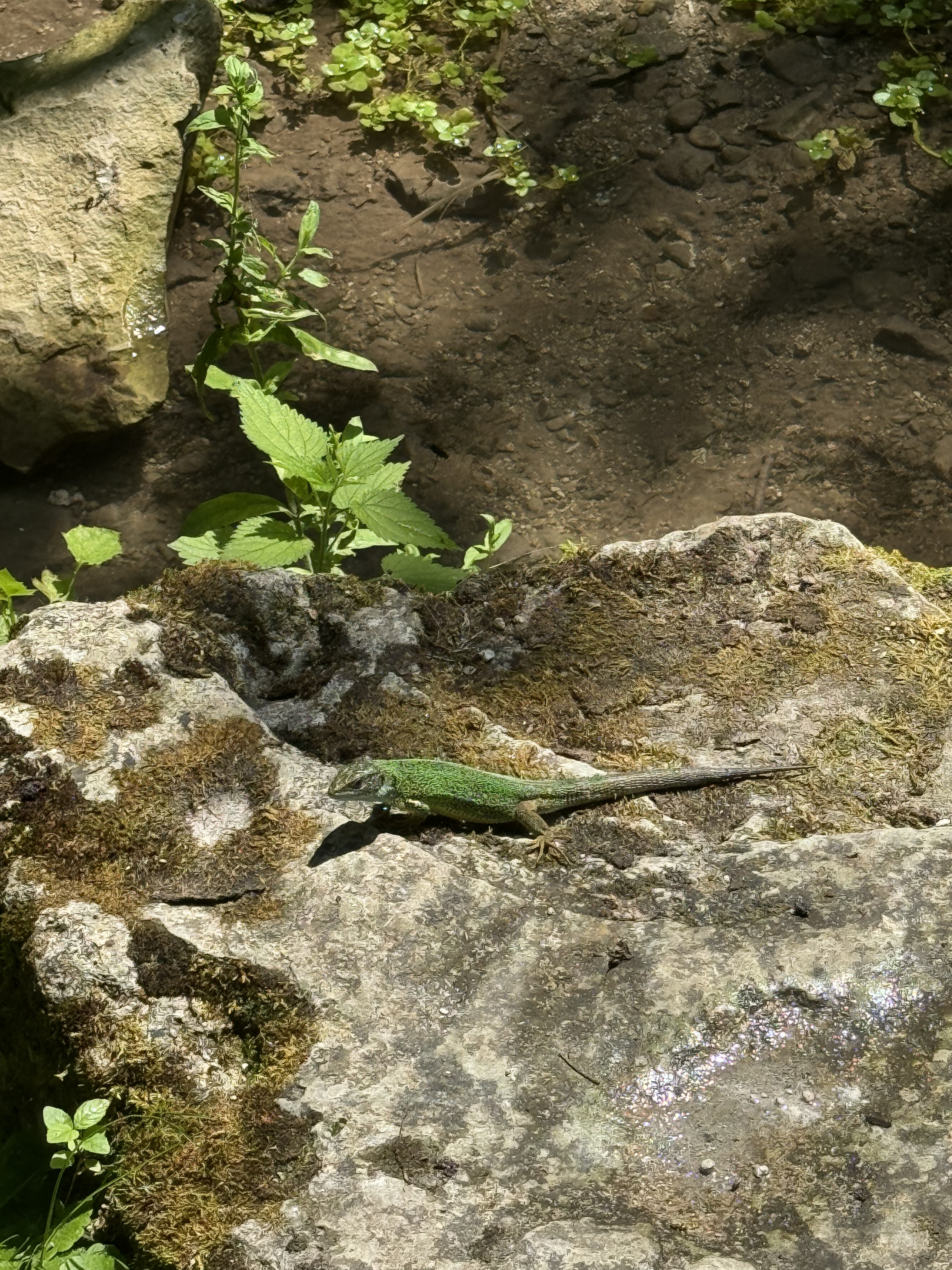
Lacerta viridis
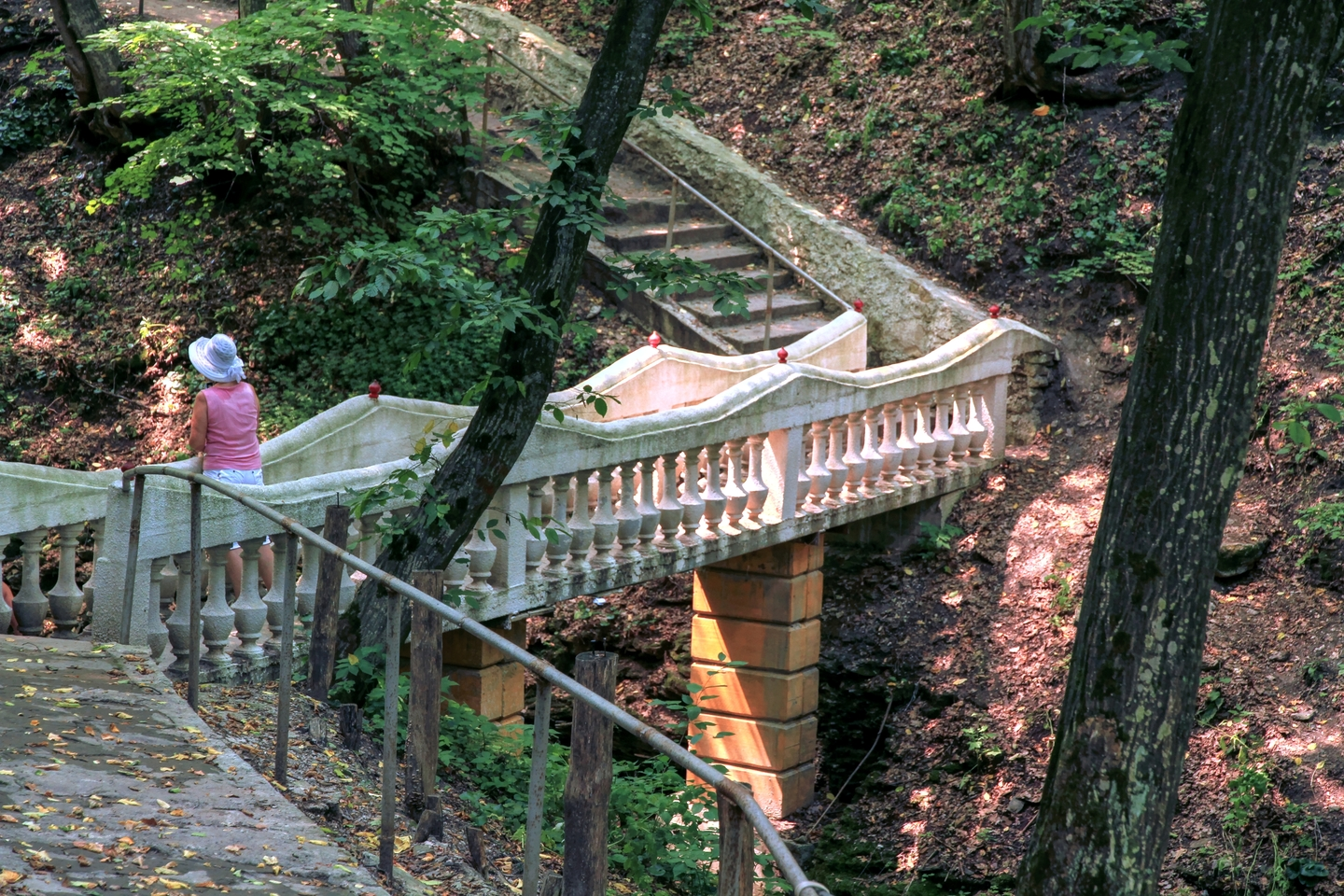
Pod din rezervație
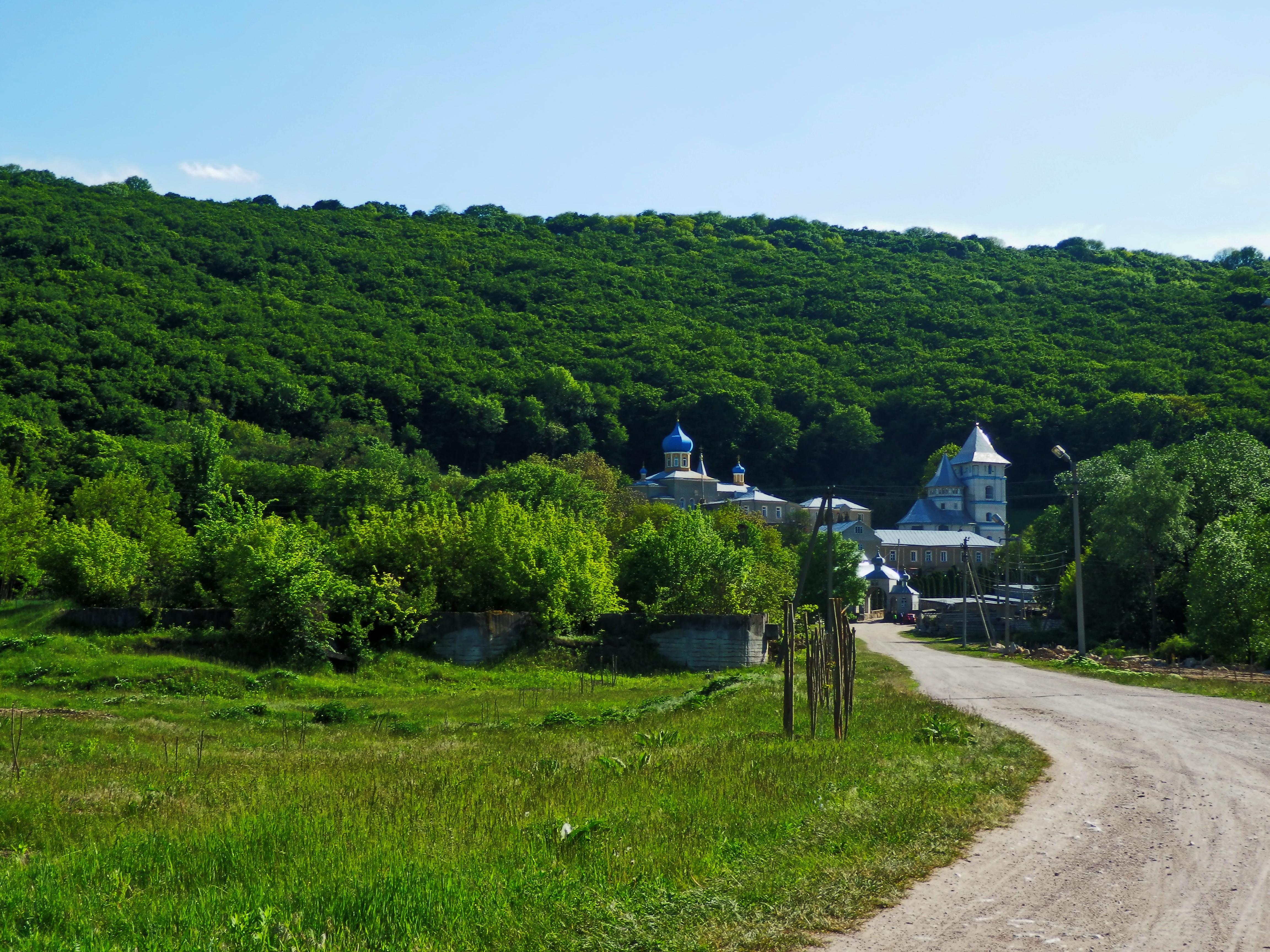
Mănăstirea Călărășeuca